# Goran
Goran (àrab Guran) és una ètnia iraniana, que viu principalment a la regió de Qasr-i Shirin i les vessants de la muntanya Kuh-i Shahan Dalahu. La vila principal és Gahwara a uns 60 km a l'oest de Kermansah (o Kirmanshah), a la vall del Zimkan afluent del Sirwan. Un altre lloc destacat és Kandula, a 40 km al nord-est de Kermansah, prop de Dinawar.
El nom deriva de Gawran (gaw bara kan, cavallers de bous) i indicaria que tenien origen a la vora de la mar Càspia, cosa que confirma la seva llengua, el hewramo o gorani. Estan emparentats als zaza de Turquia, però foren en gran part absorbits pels kurds, si bé la seva llengua ha deixat rastre al kurd central. Foren element important en l'estat hasanwàyhida del Luristan septentrional (fins a Shahrazur). Les seves branques foren absorbides pels kurds abans del segle xix i només van quedar uns milers de gorans influïts pels kurds però que formen una ètnia separada.
No s'han de confondre amb la tribu dels goran kurds que viuen al nord del Gran Zab a la confluència amb el Khazir i que parlen el kurd.
El gorani és una llengua del grup iranià del nord-oest amb diverses dilectes dels quals el hawrami és el més arcaic. Va esdevenir llengua literària i va ser cultivat a la cort dels walis d'Ardalan. Destaquen els poetes Yusuf Yaska (vers 1600) i Mawlawi (+ 1882). Els kurds de la vora anomenen gorani a una cançó.